# Dmitry Bivol

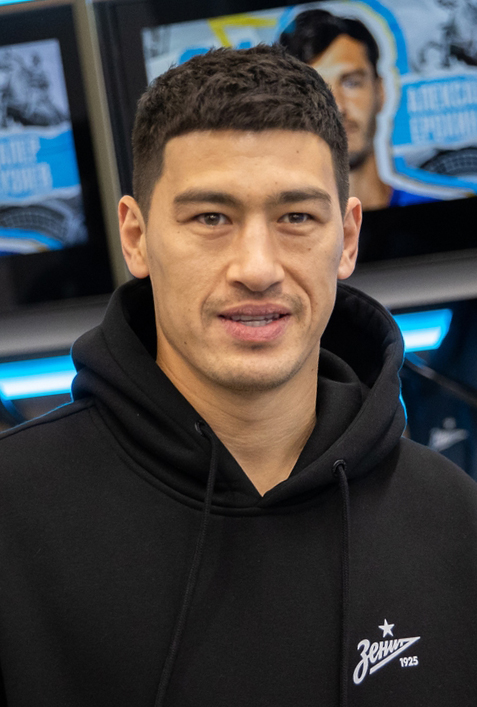
Dmitry Bivol vào năm 2023

Dmitry Yuryevich Bivol (tiếng Nga: Дмитрий Юрьевич Бивол; sinh ngày 18 tháng 12 năm 1990) là một võ sĩ đấm bốc chuyên nghiệp người Nga gốc châu Á. Anh đã giữ danh hiệu Hiệp hội Quyền Anh Thế giới (WBA) ở hạng cân dưới nặng (Light heavyweight) từ năm 2017 đến năm 2019 và danh hiệu WBA (Siêu) hạng cân dưới nặng từ năm 2019 đến năm 2024. Phong cách thi đấu quyền Anh của Dmitry Bivol mang đậm dấu ấn thời Liên Xô với kiểu đánh theo phong cách Xô Viết (Soviet Style) với những đòn đánh chớp nhoáng nhịp nhàng tiến thoái liên tục trái phải đều tay. Chiến tích đáng kể của Bivol là chiến thắng trước tay đấm lừng danh Canelo Álvarez.

## Xuất thân
Cha của Dmitry Bivol sinh ra tại Cộng hòa Xã hội chủ nghĩa Xô viết Moldavia (SSR Moldavian) trong khi mẹ của anh là người dân tộc Triều Tiên (Koryo-saram) sinh ra tại Cộng hòa Xã hội chủ nghĩa Xô viết Kazakhstan (SSR Kazakhstan). Cha mẹ anh chuyển đến Cộng hòa Xã hội chủ nghĩa Xô viết Kirghiz (Kirghiz SSR) sau khi tốt nghiệp và kết hôn với nhau. Bivol sinh ra và lớn lên ở Kyrgyzstan cho đến năm 11 tuổi, khi anh chuyển đến Saint Petersburg thuộc Nga. Bivol ra mắt chuyên nghiệp vào tháng 11 năm 2014. Anh đã thắng sáu trận đầu tiên bằng đo ván (knock-out). Anh đã đấu tập với Egor Mekhontsev, Jean Pascal và Vyacheslav Shabranskyy vào đầu sự nghiệp. Anh sống ở St. Petersburg nhưng luyện tập ở Nam California.

## Thành tích
Là một quyền Anh nghiệp dư, anh đã giành huy chương vàng tại Thế vận hội Chiến đấu Thế giới 2013 ở hạng cân 81 kg. Tính đến tháng 10 năm 2024, Bivol được xếp hạng là võ sĩ quyền Anh có thành tích đang hoạt động cừ khôi thứ sáu thế giới theo xếp hạng quyền Anh BoxRec, đứng thứ tư theo bảng xếp hạng quyền Anh xuyên quốc gia (TBRB), đứng thứ bảy của Bảng xếp hạng đồng cân đồng lạng (pound for pound) The Ring, đứng thứ bảy theo Bảng xếp hạng đồng cân đồng lạng của Hiệp hội các ký giả quyền Anh của Mỹ (Boxing Writers Association of America) và thứ tư theo Bảng xếp hạng quyền Anh của ESPN. Anh cũng được xếp hạng là võ sĩ hạng dưới nặng xuất sắc thứ hai theo tạp chí The Ring, ESPN, Transnational Boxing Rankings Board (TBRB) và BoxRec. Anh cũng được xếp vào nhóm võ sĩ của năm 2022 bao gồm việc được bình chọn là Võ sĩ của năm từ tạp chí The Ring và là Võ sĩ của năm của Hiệp hội các ký giả quyền Anh Hoa Kỳ (Giải thưởng Sugar Ray Robinson). 